# FC 72 Erpeldange
FC 72 Erpeldange (lux. FC 72 Ierpeldeng) is een Luxemburgse voetbalclub uit Erpeldange-sur-Sûre. Het sportcomplex An Der Trell is de thuisbasis van de club die oranje en zwart als clubkleuren heeft. FC 72 Erpeldange speelde in twee periodes in de Éirepromotioun.